# Aloe versicolor
Aloe versicolor är en grästrädsväxtart som beskrevs av André Guillaumin. Aloe versicolor ingår i släktet Aloe och familjen grästrädsväxter.

## Underarter
Arten delas in i följande underarter:
- A. v. steffaniana
- A. v. versicolor

## Bildgalleri

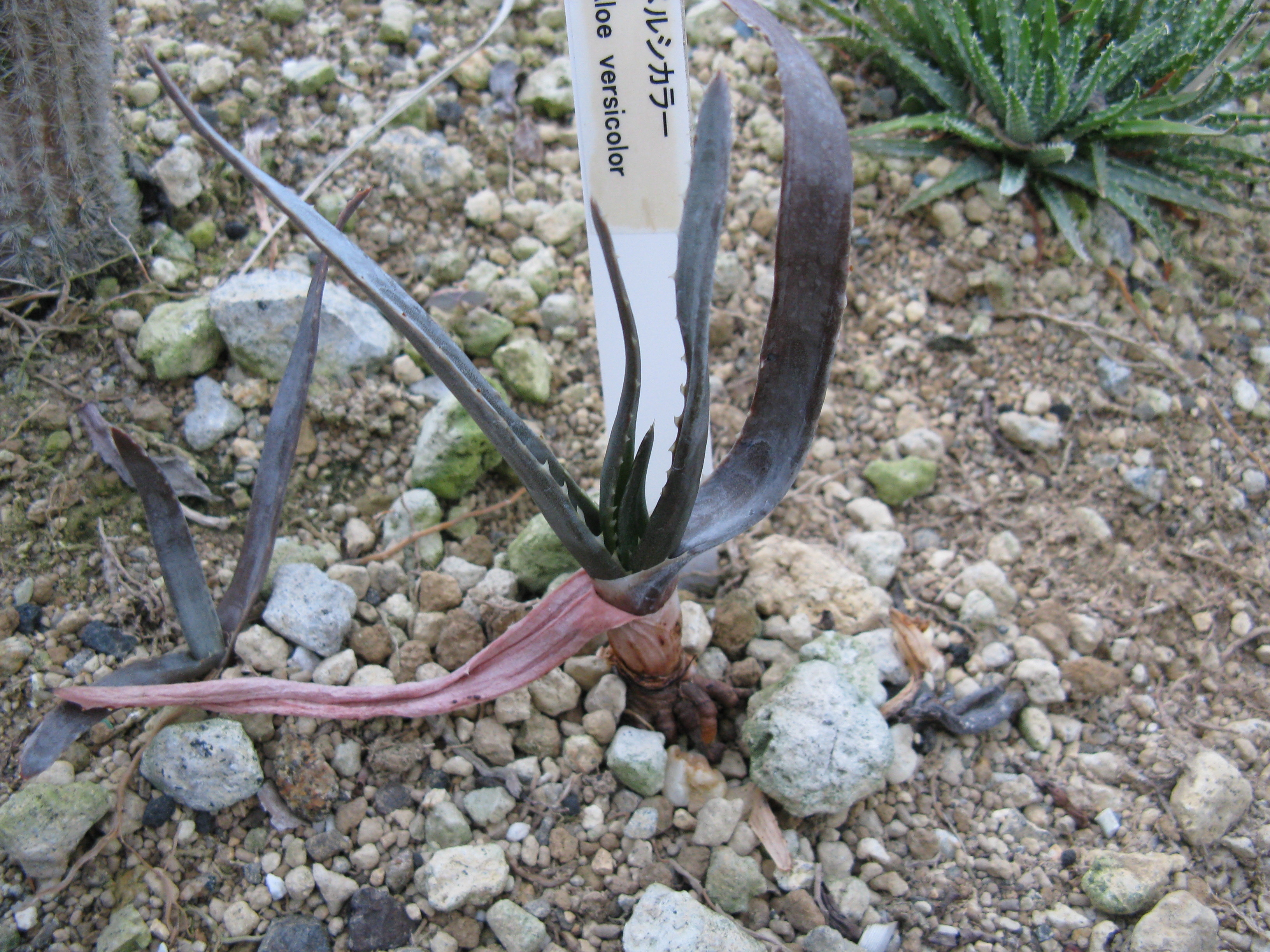